# Santa Maria de Bellera
Santa Maria de Bellera és una ermita romànica del poble de la Bastida de Bellera, pertanyent al terme de Sarroca de Bellera, del Pallars Jussà.
Està situada en un turó de 1.072,2 m d'altitud, a 1,5 km al sud-est de la Bastida de Bellera, a la Serra de la Bastida.
No es tenen notícies documentals d'aquesta església, malgrat que, pel seu aparell constructiu, és obra del segle xi.
L'edifici amenaça ruïna, sobretot pel costat de llevant. És petita, d'una sola nau, amb volta de canó reforçada per dos arcs torals. L'absis, semicircular, està quasi del tot destruït. La porta és a la façana de ponent; és d'arc de mig punt. L'aparell és petit, irregular, rústec, disposat en filades que volen ser regulars. Tot plegat mostra una obra senzilla, rural, del segle xi.